# Riccardo Minasi

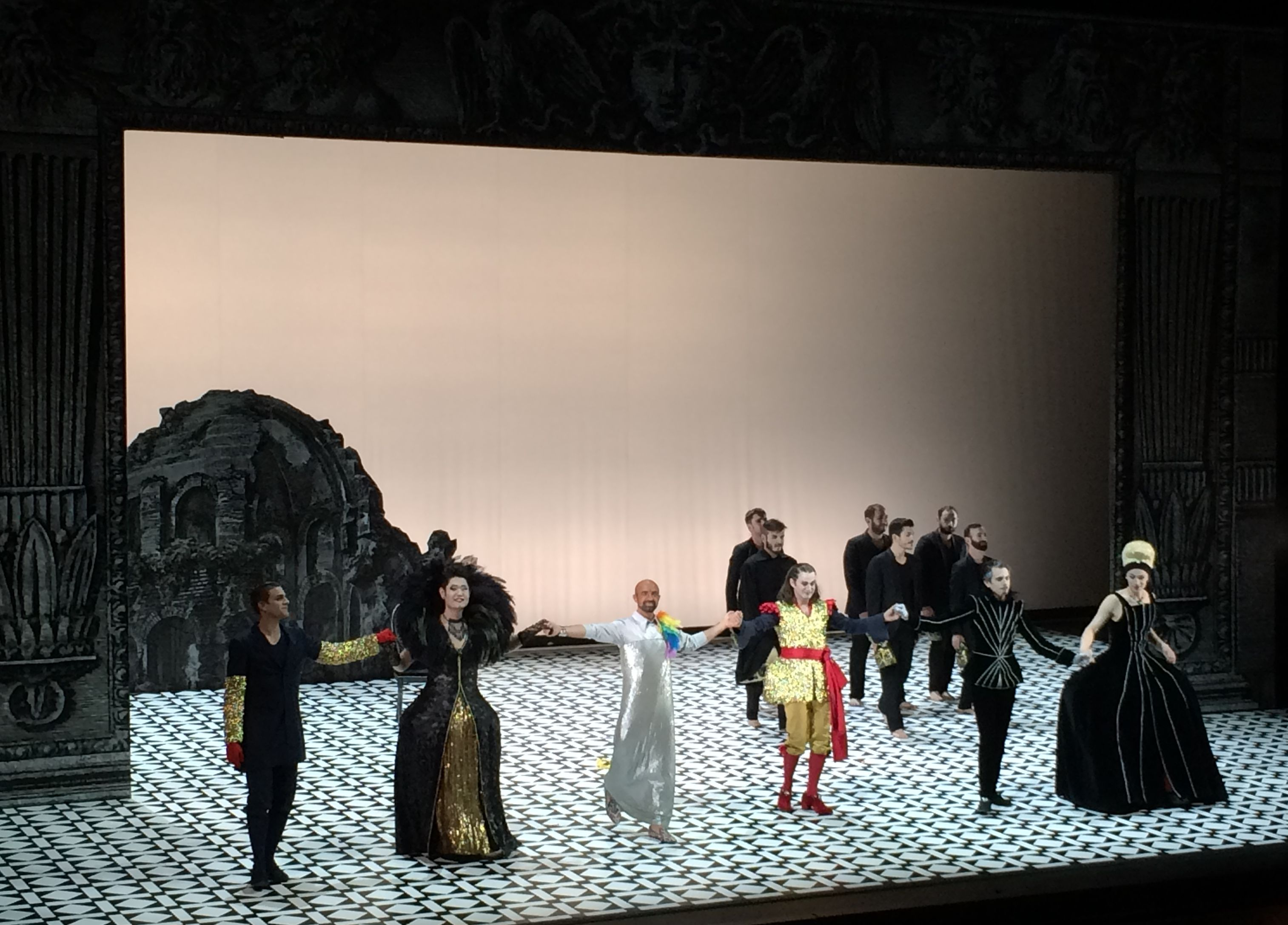
Représentation de Catone in Utica à l'opéra royal du château de Versailles en 2015 : l'orchestre Il Pomo D'oro est dirigé par Riccardo Minasi.

Riccardo Minasi, né à Rome en 1978, est un violoniste et chef d'orchestre italien, spécialisé dans la musique baroque interprétée sur instruments anciens.

## Biographie
Riccardo Minasi a reçu ses premières leçons de musique de sa mère, puis a étudié le violon moderne avec Paolo Centurioni et Alfredo Fiorentini. Lorsqu'il s'est tourné vers le violon baroque et le répertoire dédié, il suit l'enseignement de Enrico Parizzi et Luigi Mangiocavallo (* 1959).
Il a joué comme soliste et comme premier violon dans de nombreux ensembles, dont « Le Concert des Nations » par Jordi Savall, l'« Accademia Bizantina », le Concerto Italiano, l'ensemble Il Giardino Armonico, le « Concerto Vocale » dirigé par René Jacobs, le Collegium 1704 ou l'« Ensemble 415 » que dirige Chiara Banchini. Parmi les musiciens les plus importants avec lesquels il a joué se trouve notamment Enrico Onofri, Viktoria Mullova, Albrecht Mayer, Christophe Coin, Sergio Azzolini ou Reinhard Goebel. Comme chef d'orchestre, il a travaillé avec plusieurs ensembles de renom, dont le Chamber Academy Potsdam, l'Orchestre de chambre de Zurich, l'Ensemble Balthasar-Neumann (de) ou le « Helsinki Baroque Orchestra », dont il est le chef principal depuis 2008. En 2007, il fonde l'ensemble de musique de chambre « Musica Antiqua Roma », spécialisé dans le répertoire des XVIIe et XVIIIe siècles, avec une prépondérance pour les compositeurs romains de cette époque.
Minasi, dont le répertoire va de la musique de la Renaissance à la musique de la période classique tardive, a été nommé, en 2009, au poste de consultant historique de l'« Orchestre symphonique de Montréal ». En 2010, il est chef d'orchestre adjoint et premier violon à l'opéra de Dortmund pour la production du Norma de Bellini avec le Balthasar-Neumann-Ensemble aux côtés de Thomas Hengelbrock. L'une des solistes était Cecilia Bartoli. De 2004 à 2010 Minasi enseigné la musique de chambre au « Conservatoire Vincenzo Bellini » de Palerme. Il a dirigé des Master class, des cours pour le violon, musique de chambre et d'orchestre baroque à la « Longy School of Music » à Cambridge (États-Unis), à la « Sibelius Academy » d'Helsinki, à l'« Université de culture chinoise » de Taipei, à la « Kuks Résidence » en République tchèque, au Conservatoire de Sydney et à la « Scuola di Musica » à Fiesole. En 2017 Riccardo Minasi deviens chef d'orchestre principal de l'orchestre du Mozarteum de Salzbourg, en succession de Ivor Bolton.
Riccardo Minasi joue entre autres, des violons attribués aux luthiers David Tecchler (1666–1748) ou des frères Amati (1623),.
Depuis la fondation de l'ensemble Il Pomo d'oro en 2012, Minasi est son principal chef. Le nouveau groupe a été distingué dès son premier enregistrement consacré à Vivaldi, intitulé L'Imperatore ; puis le suivant, Tamerlano de Haendel avec les contreténors Max Emanuel Cenčić, Franco Fagioli et Xavier Sabata. Depuis 2013, l'ensemble est l'invité dans les grandes salles d'Europe ; par exemple à Vienne, Paris, Munich, Londres, Saint-Pétersbourg, Zurich et Barcelone.
Parmi la vingtaine d'enregistrements auxquels il a participé en tant que soliste, certains ont reçu des prix. L'enregistrement des Sonates du Rosaire de Biber a participé à la finale du prix du Midem Classique pour l'année 2009.

## Discographie partielle
- 2006 : Heinrich Ignaz Biber, Rosenkranz-Sonaten (sept. 2005/janv. 2006, 2SACD Arts 47735-8)
- 2007 : Arcangelo Corelli,  Sonates pour violon et de ses élèves (Passacaille)
- 2009 : Francesco Veracini, Sonates pour violon et basse continue (Sony)
- 2011 : Georg Friedrich Haendel, Sonates pour violon (Sony)
- 2012 : Antonio Vivaldi, Concerti per l’imperatore RV 171, 181, 263a, 271, 327, 331, 391 - Il pomo d'oro (de), Riccardo Minasi, violon et direction (octobre 2011, Naïve OP 30533)
- 2013 : Haendel, Tamerlano, HWV 18 [vers. 1731] (3CD Naïve)[4]
- 2013 : ’Venezia’ - Il Pomo D'oro, Dir. Riccardo Minasi (Virgin Classics)[5].
- 2013 : Bad Guys. Arias de Georg Friedrich Haendel - Xavier Sabata, Il pomo d'oro (25 août–3 sept. 2012, Aparte A048)